# Nasoona prominula
Nasoona prominula là một loài nhện trong họ Linyphiidae.
Loài này thuộc chi Nasoona. Nasoona prominula được George Hazelwood Locket miêu tả năm 1982.